# Armand Toasy
Armand Toasy (* 14. November 1939 in Ampondralava, Madagaskar) ist emeritierter Bischof von Port-Bergé.

## Leben
Armand Toasy studierte am Priesterseminar von Antananarivo und empfing am 13. April 1969 das Sakrament der Priesterweihe. Er wurde später Spiritual des Seminars von Ambatoroka und im Oktober 1983 Bischofsvikar im Bistum Ambanja.
Am 22. Juni 1984 ernannte ihn Papst Johannes Paul II. zum Titularbischof von Turuzi und bestellte ihn zum Weihbischof in Majunga. Der Bischof von Majunga, Armand Gaétan Razafindratandra, spendete ihm am 4. November desselben Jahres die Bischofsweihe; Mitkonsekratoren waren der Erzbischof von Diégo-Suarez, Albert Joseph Tsiahoana, und der Bischof von Ambanja, Ferdinand Botsy OFMCap. 
Am 3. Juli 1987 ernannte ihn Johannes Paul II. zum Bischof von Miarinarivo und am 18. Oktober 1993 zum ersten Bischof des neuerrichteten Bistums Port-Bergé. Am 24. November 2008 wurde ihm von Papst Benedikt XVI. Georges Varkey Puthiyakulangara MEP als Koadjutor zur Seite gestellt. 	
Seinem Rücktrittsgesuch wurde von Papst Franziskus am 15. Dezember 2013 stattgegeben. 